# Berend de Vries
Berend de Vries (Haarlem, 1977) is een ambtenaar en voormalig Nederlandse politicus namens D66. Van 2010 tot 2021 was hij wethouder van Tilburg.

## Persoonlijk
De Vries groeide op in de Achterhoek, maar woont sinds 1995 in Tilburg. Daar studeerde hij Nederlands Recht aan de Universiteit van Tilburg. Aan die instelling werkte hij enige jaren als onderzoeker. Daarna werd hij senior beleidsadviseur bij het Ministerie van Economische Zaken in Den Haag.

## Politieke loopbaan

### 2010 - 2014
Bij de gemeenteraadsverkiezingen van maart 2010 was Berend de Vries lijsttrekker voor D66 in Tilburg. Mede door het landelijke succes van de partij, behaalde de partij onder zijn leiding een winst van 4 zetels. Daarmee ging D66 van 1 zetel naar 5 zetels in de raad. Door die winst kon de winnaar van de verkiezingen, de Partij van de Arbeid, niet om D66 bij de college-onderhandelingen. De Vries was in de college-onderhandelingen de vertegenwoordiger van de democraten. Op donderdag 8 april 2010 waren de onderhandelingen voltooid en werd het college van PvdA, VVD, D66, GroenLinks en CDA gepresenteerd. D66 leverde 1 van de 7 wethouders en droeg De Vries voor. In dit college was hij verantwoordelijk voor Grondzaken, Milieu, Wonen, Bestuurlijke Vernieuwing, P&O, Internationale Samenwerking en de projecten Piushaven en Veemarktkwartier. Ook was hij wijkwethouder Binnenstad.
Sinds oktober 2010 was De Vries op verzoek van het rijk klimaatambassadeur en neemt in die hoedanigheid deel aan het ambassadeursoverleg van decentrale overheden en het rijk.

### 2014 - 2018
Bij de gemeenteraadsverkiezingen van maart 2014 was De Vries opnieuw lijsttrekker voor D66. D66 behaalde een winst van 4 zetels en de partij groeide daarmee naar 9 zetels in de raad. D66 werd daarmee de grootste partij en kreeg het initiatief in de onderhandelingen. Er werd een coalitie gevormd door D66, CDA, SP en GroenLinks. D66 leverde 2 wethouders en Marcelle Hendrickx en De Vries voor. In het college werd hij eerste locoburgemeester en was hij verantwoordelijk voor Grondzaken, Wonen, Duurzaamheid, Milieu en de gebiedsontwikkelingen Spoorzone, Piushaven, Veemarktkwartier en Stappegoor. In deze bestuursperiode loodste hij het besluit door de gemeenteraad om de LocHal in de Spoorzone te renoveren. In 2019 werd dit gebouw uitgeroepen tot 'world building of the year'.
Sinds 2014 is hij actief voor de Vereniging Nederlandse Gemeenten (VNG) en trad namens de VNG onder meer op als onderhandelaar in het Nationaal Klimaatakkoord. 

### 2018 - 2021
Bij de gemeenteraadsverkiezingen van maart 2018 was De Vries voor de derde keer lijsttrekker voor D66 in Tilburg. D66 behield het aantal van 9 zetels in de raad en werd daarmee de 2e partij in de raad. De Lijst Smolders Tilburg (LST) won de verkiezingen en werd de grootste partij. Na een mislukte formatiepoging door de LST kreeg D66 de gelegenheid om een coalitie te formeren. Er werd een coalitie gevormd bestaande uit D66, GroenLinks, VVD en CDA. Naast Marcelle Hendrickx droeg D66 De Vries als wethouder voor. In het college is hij de eerste locoburgemeester en verantwoordelijk voor de portefeuilles Economie, Circulaire Economie, Ruimtelijke ordening, Energietransitie, Citymarketing, Brabantstad en de gebiedsontwikkelingen Spoorzone, Piushaven, Veemarktkwartier en Stappegoor.
Op 15 mei 2021 werd De Vries concerndirecteur gezond stedelijk leven bij de gemeente Utrecht. In februari 2024 is hij  benoemd tot voorzitter van de Provinciale Raad voor de Leefomgeving.